# Petina, Kroatien
Petina är en ort i Kroatien.   Den ligger i länet Zagrebs län, i den centrala delen av landet, 11 km sydost om huvudstaden Zagreb. Petina ligger 103 meter över havet och antalet invånare är 218.
Terrängen runt Petina är mycket platt. Runt Petina är det ganska tätbefolkat, med 54 invånare per kvadratkilometer. Närmaste större samhälle är Zagreb - Centar, 10,8 km nordväst om Petina. Trakten runt Petina består till största delen av jordbruksmark.